# Hermann Mächtig

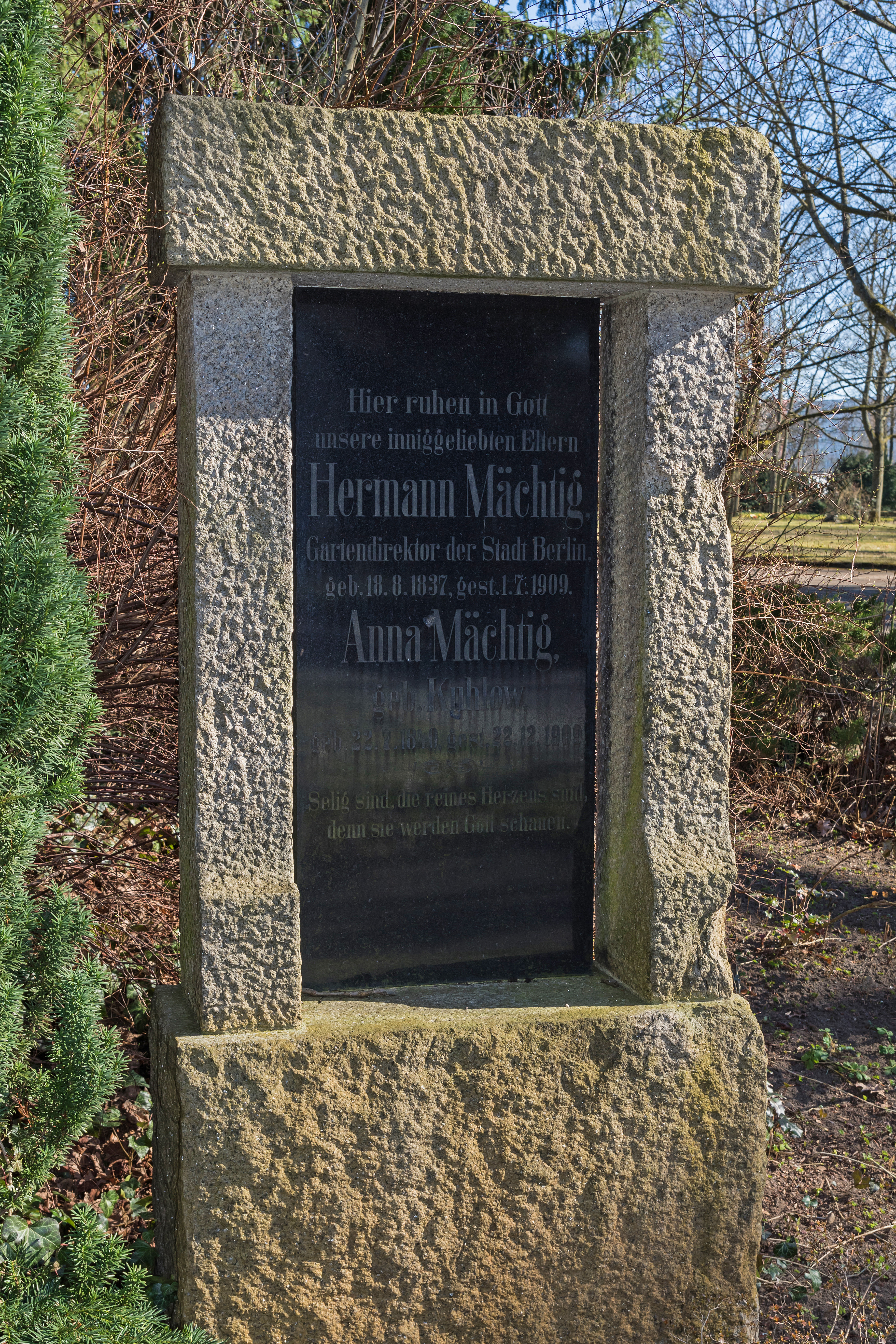
Grab Mächtigs auf dem Zentralfriedhof Friedrichsfelde

Hermann Mächtig (* 18. August 1837 in Breslau; † 1. Juli 1909 in Berlin) war ein deutscher Landschaftsarchitekt und von 1878 bis zu seinem Tod 1909 Stadtgartendirektor in Berlin. Er war maßgeblich beteiligt an der Anlage des Treptower Parks, des Zentralfriedhofs Friedrichsfelde, der Umgestaltung des Pariser Platzes und zahlreicher weiterer Berliner Stadtplätze.

## Leben
Hermann Mächtig war ein Sohn des Bildhauers Carl Mächtig (1797–1857). Seine Ausbildung erhielt er zunächst 1852–1853 in seiner Geburtsstadt Breslau bei der Handelsgärtnerei Monhaupt und 1854–1856 an der Königlichen Gärtnerlehranstalt am Wildpark bei Potsdam. Ab 1864 arbeitete er als Obergehilfe in den Königlichen Gärten in Potsdam bei Peter Joseph Lenné und Gustav Meyer, parallel dazu lehrte er 1865–1872 als Dozent für Landschaftsgärtnerei an der Gärtnerlehranstalt. 1870 wurde er zum Hofgärtner ernannt. Meyer, der inzwischen Direktor der Deputation für die Verwaltung der städtischen Park-, Garten- und Baumanlagen in Berlin geworden war, holte ihn 1875 als Garteninspektor in seine Behörde. Als nach dem Tod Meyers im Jahr 1877 dessen Stelle neu zu besetzen war, wurde Mächtig sein Nachfolger.
In allen seinen Entwürfen und ausgeführten Gartenanlagen vertrat Mächtig einen landschaftsgärtnerischen Stil, wonach „Volksgärten“ als Stätten der Bewegung, der Erholung, Orte geselliger Unterhaltung, auch des Naturgenusses, der Bildung und der Veredlung der Sitten dienen sollten.

## Parks und Gärten nach Plänen von Mächtig (chronologisch)
- Mitwirkung bei Planungs- und Erschließungsarbeiten des Plänterwalds (1873)
- Treptower Park (nach Entwürfen von Gustav Meyer, 1876–1888, Kosten 1,2 Millionen Mark)
- Umgestaltung des Pariser Platzes (1880)
- Zentralfriedhof Friedrichsfelde (bis Mai 1881; gemeinsam mit Axel Fintelmann; nach Vorbild des 1877 eröffneten, als Landschaftspark gestalteten Ohlsdorfer Friedhofs in Hamburg)
Ein Zeitgenosse gab nach Fertigstellung des neuen Friedhofs folgendes Urteil ab: „ein Park von landschaftlicher Schönheit, der, ohne den ernsten Charakter einer Begräbnisstätte vermissen zu lassen, sehr zum Besuche der Einwohner Berlins und seiner östlichen Vororte einlädt“.[2]
- Kirchpark an der Elisabethkirche in der Rosenthaler Vorstadt (1881)
- Leopoldplatz (1882–1887, 1893, 1906–1909)
- Senefelderplatz (1885)
- Umgestaltung von Wilhelmplatz und Zietenplatz (um 1890; gemeinsam mit Hermann Geitner)
- Umgestaltung der Schloßstraße in Charlottenburg (1885–1886)
- Kollwitzplatz (1887)
- Dönhoffplatz (1887)
- Viktoriapark (1888–1894; mit gebirgsähnlichem Charakter)
- Gendarmenmarkt (1893–1894)
- Wiederherstellung bzw. Umgestaltung des Friedhofs der Märzgefallenen (1900)
- Umgestaltung des Lützowplatzes (1900)[3]
- Arnswalder Platz (1904–1907)
- Arnimplatz (1905–1907)
- Brunnenplatz (1905–1908)

## Ehrungen
Das Grab von Hermann Mächtig in der Kastanienallee des Zentralfriedhofs Friedrichsfelde, dessen Grabmal unter Denkmalschutz steht, wird sorgfältig gepflegt.
In Potsdam wurde eine Straße nach Hermann Mächtig benannt.